# Панама (Ајова)
Панама (енгл. Panama) град је у америчкој савезној држави Ајова. По попису становништва из 2010. у њему је живело 221 становника.

## Демографија
Према попису становништва из 2010. у граду је живело 221 становника, што је 9 (4,2%) становника више него 2000. године.
| Група             | 2000.       | 2010.       |
| Белци             | 208 (98,1%) | 213 (96,4%) |
| Афроамериканци    | 1 (0,5%)    | 0 (0,0%)    |
| Азијати           | 0 (0,0%)    | 0 (0,0%)    |
| Хиспаноамериканци | 0 (0,0%)    | 4 (1,8%)    |
| Укупно            | 212         | 221         |